# Lesov
Lesov (německy Lessau) je vesnice a část obce Sadov v okrese Karlovy Vary v Karlovarském kraji.

## Historie
První písemná zmínka o vesnici pochází z roku 1523. Původně byl Lesov zemědělský dvůr pod ostrovským panstvím.
Od 18. století se západně od obce těžilo hnědé uhlí. Při stavbě železnice byly doly zasypány. V roce 1873 založil Franz Schmidt porcelánku, kterou v roce 1919 převzali jako porcelánku Concordia bratři Lowové. V roce 1927 založil Josef Lenhart další porcelánku Schneider (pozdější vývojový závod).

## Obyvatelstvo
Při sčítání lidu v roce 1921 ve vsi žilo 460 obyvatel (z toho 216 mužů), z nichž bylo šest Čechoslováků, 449 Němců a pět cizinců. Kromě tří lidí bez vyznání byli římskými katolíky. Podle sčítání lidu z roku 1930 měla vesnice 801 obyvatel: dvacet Čechoslováků, 770 Němců, jednoho příslušníka jiné národnosti a deset cizinců. Náboženská struktura byla pestřejší. Většina (712 lidí) se hlásila k římskokatolické církvi, ale kromě ní v Lesově žilo sedm evangelíků, tři členové církve československé, jeden žid, dva příslušníci nezjišťovaných církví a 76 lidí bez vyznání.
| Rok            | 1869 | 1880 | 1890 | 1900 | 1910 | 1921 | 1930 | 1950 | 1961 | 1970 | 1980 | 1991 | 2001 | 2011 | 2021 |
| -------------- | ---- | ---- | ---- | ---- | ---- | ---- | ---- | ---- | ---- | ---- | ---- | ---- | ---- | ---- | ---- |
| Počet obyvatel | 67   | 180  | 267  | 392  | 483  | 460  | 801  | 469  | 400  | 314  | 278  | 277  | 313  | 356  | 461  |
| Počet domů     | 10   | 19   | 23   | 33   | 32   | 32   | 69   | 84   | 84   | 66   | 64   | 77   | 85   | 109  | 143  |

## Obecní správa
Při sčítání lidu v letech 1869–1913 Lesov byl osadou obce Bor v okrese Karlovy Vary. V letech 1914–1947 byl samostatnou obcí v okrese Karlovy Vary. Od 1. ledna 1948 je částí obce Sadov, se kterým patřil nejprve do okresu Karlovy Vary-okolí, ale od roku 1960 v okrese Karlovy Vary.